# Andrew Gilbert Wauchope

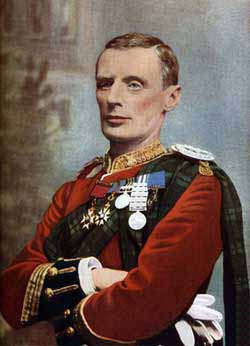
A. G. Wauchope in der Uniform der »Black Watch«, kolorierte Reproduktion einer Kabinettfotografie von J. A. Horsburgh, Edinburgh. In: Robinson, C.N.: Celebrities of the Army. London, [1900]

Andrew Gilbert Wauchope CMG CB (* 5. Juli 1846 in Niddrie, Midlothian, Schottland; † 11. Dezember 1899 in Magersfontein, Südafrika) war ein schottisch-britischer General der Kolonialkriege.

## Leben
Andrew Gilbert, genannt „Andy“, Wauchope war der zweite Sohn des Andrew Wauchope (1818–1874), Gutsherr von Niddrie Marischal in Midlothian, Schottland, und Frances Maria († 1858), Tochter von Henry Lloyd, aus Lloydsburg, County Tipperary, Irland. Der schottische Parlamentsabgeordnete John Wauchope, bekannt als Wauchope the Covenanter, war sein Vorfahre. Der Admiral Robert Wauchope (1788–1862) war sein Großonkel.
Andy besuchte zunächst Dr Ellenberger’s Pestalozzian School in Worksop, Nottinghamshire, und seit Juni 1858 die 1841 von Rev. William Foster gegründete Stubbington House School in Gosport, Fareham, Hampshire. Fosters Schule war eine private Schule, die Jungen für die Aufnahme in die Royal Navy vorbereitete. Einer von Wauchopes Schulkameraden, mit dem er eine lebenslange Freundschaft unterhielt, war der spätere Admiral Lord Charles Beresford.
1859 kam Andrew als Seekadett auf das Ausbildungsschiff HMS Britannia (Portsmouth) und am 5. Oktober 1860 als Midshipman auf die HMS St George, wo er sich mit dem Prinzen Alfred befreundete. Zwei Jahre später, am 3. Juli 1862, nahm er seinen Abschied von der Marine, um in die British Army einzutreten.

### Eintritt in die Armee und erster Kriegseinsatz (Afrika)
Nachdem er drei Jahre bei Privatlehrern studiert hatte, erhielt er am 21. November 1865 – durch Kauf, wie damals üblich – eine Stelle als Ensign des 42nd (Royal Highland) Regiment of Foot (The Black Watch). Am 23. Juni 1867 wurde er Lieutenant.
Vom 5. April 1870 bis zum 9. Dezember 1873 diente er als Regimentsadjutant in Aldershot und Devonport, gab diesen Posten aber auf, um an Sir Garnet Wolseleys Feldzug gegen das Aschanti-Königreich im heutigen Ghana teilzunehmen (Dezember 1873 bis März 1874). Als Offizier der als Russell’s Regiment bekannten, von Colonel Baker Russel aus Hausa rekrutierten Kampfgruppe war er bei deren Vormarsch vom Fluss Pra nach Kumasi an mehreren Kampfhandlungen beteiligt und wurde zweimal verwundet, das zweite Mal schwer. Er zeichnete sich dabei so aus, dass er namentlich im Kriegsbericht erwähnt wurde.
Nach Schottland zurückgekehrt, wurde er Adjutant im Regimentsdepot in Perth, bis er im März 1876 mit seinem Regiment als Schießausbilder (Musketry Instructor) nach Malta ging.

### Weitere Einsätze (Zypern, Ägypten, Sudan)
Von Juli 1878 bis August 1880 war Wauchope – am 14. September 1878 zum Captain befördert – ziviler Regierungskommissar im Papho-Distrikt auf der Insel Zypern, die das Vereinigte Königreich 1878 von der Hohen Pforte übernommen hatte. Dort baute er britische Verwaltungsstrukturen auf und bekämpfte die allgegenwärtige Kriminalität. Nach seiner Rückkehr nach England 1880 wurde er als Companion des Order of St. Michael and St. George (CMG, 12. August 1880) ausgezeichnet.
Den Ersten Burenkrieg (Anglo-Transvaal War) 1881 erlebte er in einer Stabsverwendung in der Etappe. 1882 nahm er mit seinem Regiment an Wolseleys Feldzug gegen Ahmed Urabi Pascha in Ägypten teil. In der Schlacht von Tel-el-Kebir (13. September 1882) war er einer der Ersten, die die Befestigungen von Tel-el-Kebir erreichten.
Am 14. März 1884 zum Major befördert diente er im selben Jahr als stellvertretender Adjutant (deputy assistant adjutant) und Generalquartiermeister unter Sir Gerald Graham im Sudan (siehe Mahdi-Aufstand). In der Schlacht von el-Teb (at-Taib) wurde er erneut verwundet und am 21. Mai in Anerkennung seiner Verdienste zum Brevet-Lietenant-Colonel ernannt.
Von 1884 bis 1885 nahm er an der Operation zur Rettung Gordons und zum Entsatz von Khartum, der sogenannten Gordon-Relief- oder Nil-Expedition teil. Er befand sich bei der Hauptstreitmacht, der River Column, unter Major-General William Earle. Bei Kirbekan wurde er am 11. Februar 1885 – zum dritten Mal – schwer verwundet.

### Heimaturlaub (Schottland)
Nach Beendigung des Feldzugs begab sich Wauchope nach Schottland, um sich von seiner Verwundung zu erholen. Auch erforderte die Verwaltung der Familiengüter in Niddrie Marischal, Midlothian und Yetholm, die ihm nach dem Tod seines älteren Bruders William John am 28. November 1882 zugefallen war, seine Anwesenheit. Zwar warf die Landwirtschaft nicht viel ab, aber die Kohlenminen in Niddrie, deren Produkte im Zeitalter der Industrialisierung sehr gefragt waren, machten Wauchope zu einem der reichsten Männer Schottlands.
Wauchopes Popularität in Midlothian war so groß, dass er zweimal für einen Sitz im Unterhaus des Parlaments kandidierte. Bei den allgemeinen Wahlen vom 12. Juli 1892 konnte er sich zwar als Kandidat der Liberal Unionist Party in Midlothian (Edinburghshire) gegen William Ewart Gladstone nicht behaupten, aber dessen Vorsprung von 4631 Stimmen auf 690 Stimmen reduzieren. Gladstone schrieb seine Schlappe allerdings nicht Wauchope, sondern „der Kirche“ zu. Am 19. Juni 1899 kandidierte Wauchope bei den Nachwahlen für Süd-Edinburgh, unterlag aber Arthur Dewar (später Lord Dewar).
Am 9. Dezember 1882 hatte Wauchope Elythea Ruth, Tochter des Sir Thomas Erskine, 2. Baronet, Gutsherr von Cambo, Fife, geheiratet, die schon im übernächsten Jahr, am 3. Februar 1884, bei der Geburt von Zwillingen starb. Die beiden Söhne wuchsen bei den Großeltern in Cambo auf. Im April 1887 erkrankten sie an Scharlach; der eine starb, der andere trug lebenslange Schäden davon.

### Rückkehr zur Armee

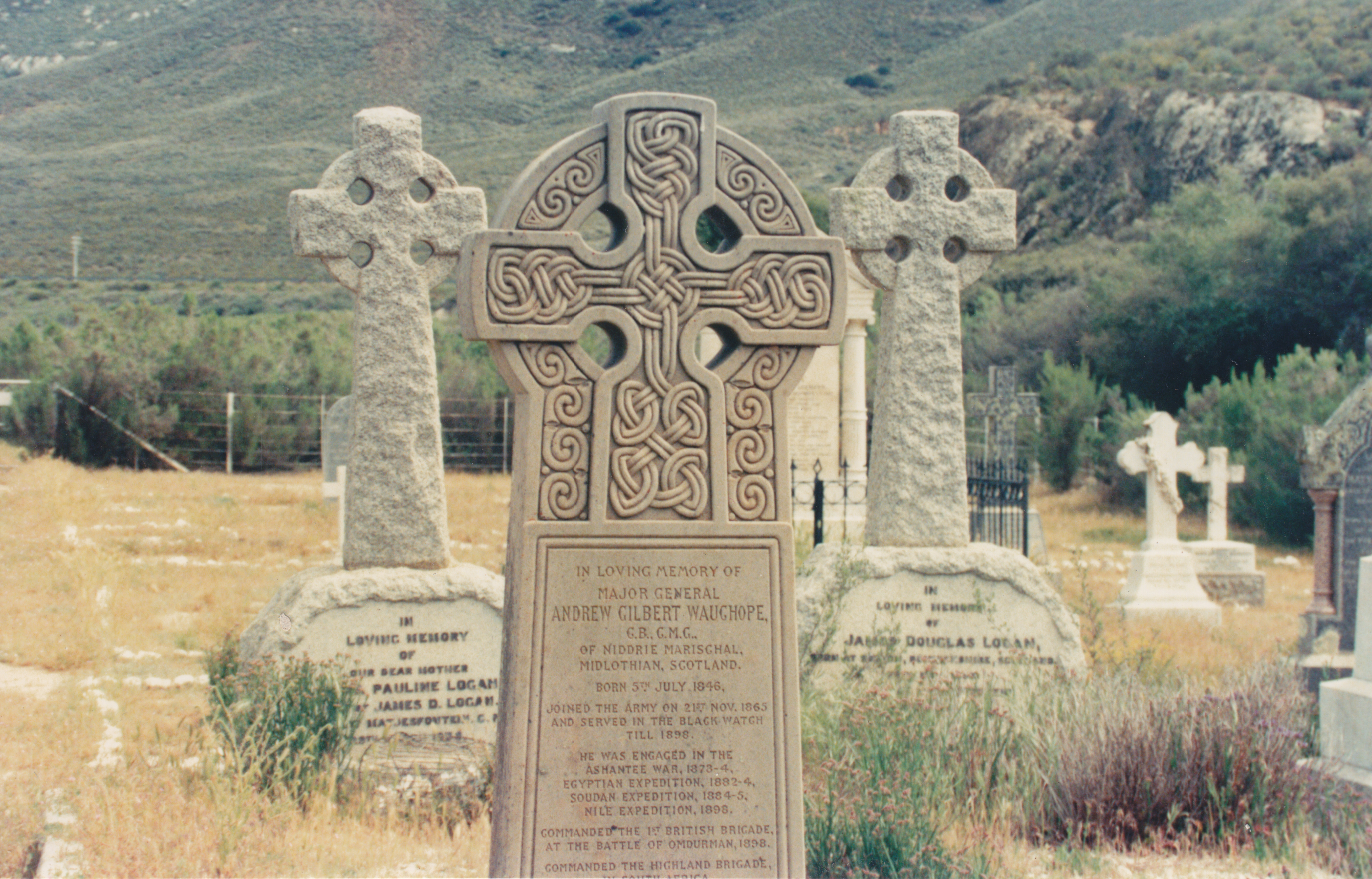
Grabmal für Andrew Wauchope in Matjiesfontein

Am 21. Mai 1888 zum Colonel befördert und am 25. Mai 1889 als Companion des Order of the Bath ausgezeichnet, kehrte Wauchope im Herbst 1892 in den aktiven Militärdienst zurück. 1894 übernahm er den Befehl über das 2. Bataillon der „Black Watch“, das ehemalige 73rd (Perthshire) Regiment of Foot, dessen Regimentschef (Colonel of the Regiment) er bis August 1898 blieb.
1898 führte er in Lord Kitcheners Nil-Feldzug zur Niederschlagung des Mahdi-Aufstandes eine Brigade. Er nahm an der Schlacht am Atbara und der Schlacht von Omdurman teil und wurde dafür am 16. November 1898 zum Major-General befördert. Im April 1899 erhielt er die Ehrendoktorwürde der juristischen Fakultät der Universität Edinburgh (LL.D).
Im 1899 ausgebrochenen Zweiten Burenkrieg erhielt Wauchope das Kommando über die dritte (Highland) Brigade (9. Oktober 1899), die für den Einsatz in Transvaal vorgesehen war. Sie war Teil der Truppen, die unter Lord Methuens Führung den belagerten Städten Kimberley und Mafeking Entsatz bringen sollten. Nach den Gefechten bei Belmont und Modder River (siehe Schlacht von Modder River) führte er sein Regiment in einem Nachtmarsch nach Magersfontein (siehe Schlacht von Magersfontein). Beim Angriff gegen die Stellungen der Buren wurde Wauchope im Morgengrauen des 11. Dezember 1899 von einer der ersten Salven aus den Gräben der Buren getötet. Sein Nachfolger wurde Hector Archibald MacDonald.
Am 13. Dezember wurde er in Modder River beigesetzt, aber wenige Tage später in die britische Garnisonsstadt Matjiesfontein umgebettet.
Da Wauchopes im Oktober 1893 geschlossene zweite Ehe mit Jean, Tochter von Sir William Muir, kinderlos geblieben war, war Andrew der letzte Spross des Familienzweiges. Er hinterließ seine Frau und seine Schwester, Harriet Elizabeth Frances Wauchope de Moleyns, Lady Ventry, († 13. Dezember 1906). Das aus dem 17. Jahrhundert stammende Herrenhaus in Niddrie (Niddrie House) wurde nach dem Tod der Witwe an die Stadt Edinburgh verkauft, die es verfallen und schließlich in den 60er-Jahren abreißen ließ. Heute befinden sich dort moderne Wohnblocks des sozialen Wohnungsbaus.

## Andenken
Zum Gedenken an General Wauchope wurden an mehreren Orten Denkmäler errichtet: in Niddrie, in der Presbyterialkirche in York, in Perth, in Yetholm, in der St.-Giles-Kathedrale in Edinburgh und in der Kirche von New Craighall.
In der Kirche seiner Heimatpfarrei Liberton Kirk, in der Wauchope sehr aktiv war, wurde am 8. Juni 1905 ein farbiges Glasfenster enthüllt, das durch Spenden der Gemeindemitglieder finanziert worden war.